# Réfraction du son par l'atmosphère
La réfraction du son par l'atmosphère est la déformation des rayons acoustiques en raison des gradients verticaux de température et de vent de l'atmosphère terrestre. Ce phénomène peut être très important pour les ondes de faible fréquence, en particulier les infrasons : peu absorbés par l'air, ils peuvent être transportés sur des milliers de kilomètres grâce à ce phénomène qui peut agir comme un véritable guide d'ondes.

## Gradients verticaux de température et vents

### Températures

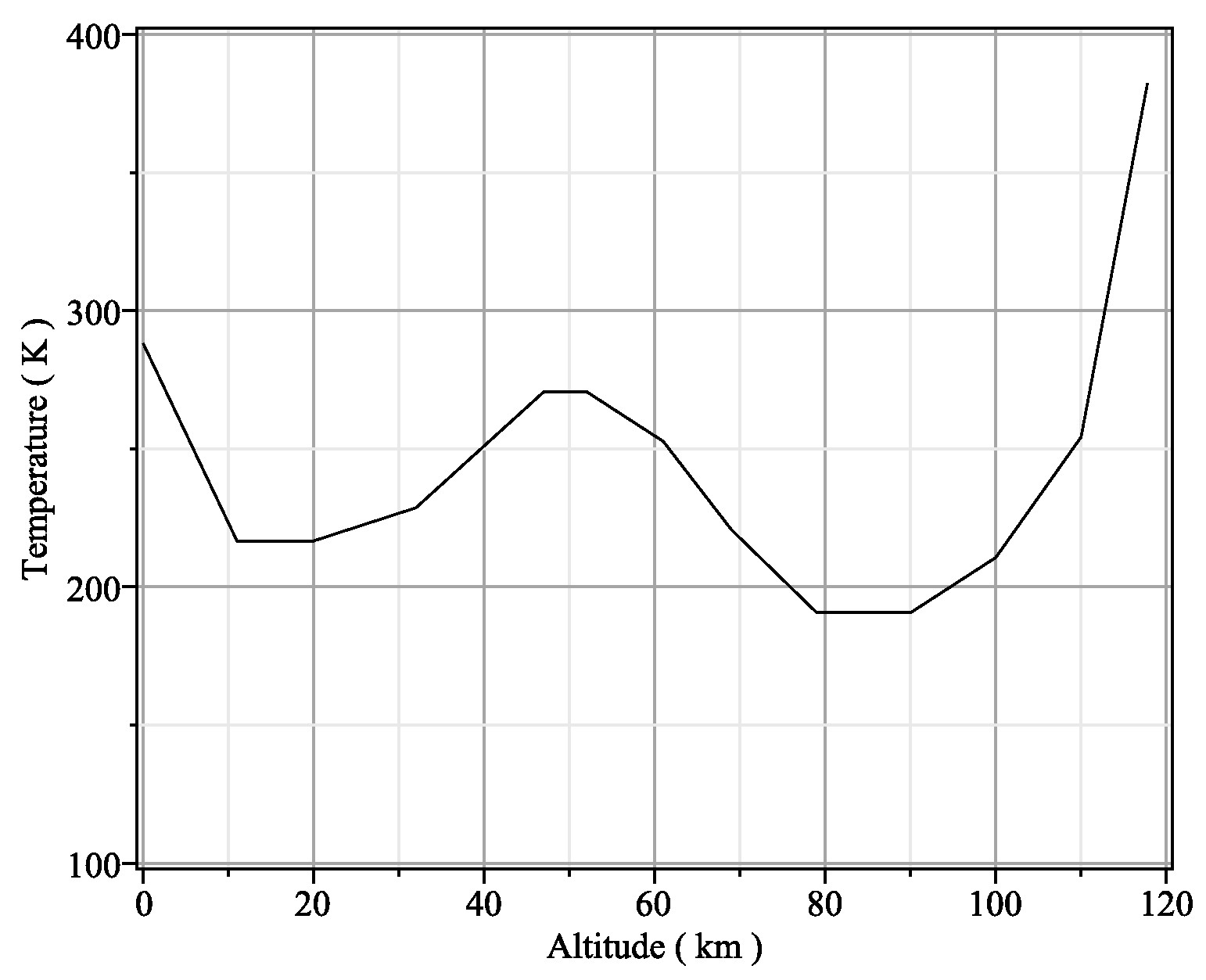
Profil de température US66.

Les températures sont caractérisées par des profils verticaux moyens dont il existe de nombreuses variantes. Ces profils possèdent des minima vers 10-20 km et 80-90 km d'altitude (voir courbe). Au-delà existe une forte augmentation due au rayonnement solaire et aux faibles échanges convectifs.

### Vents
On sépare généralement les vents supposés horizontaux suivant leur origine et les tranches d'altitude dans lesquelles ils sont importants :
- les vents de basse altitude dans la couche limite atmosphérique. Typiquement cette région s'étend jusqu'à une altitude de 50 m à 3 km. Il s'agit d'une couche de cisaillement caractérisée (à une certaine distance du sol) par un profil de vitesse parallèle au sol, de type couche limite turbulente dû à Prandtl[3] :

{\displaystyle V_{x}(z)=\pm \left({\frac {V^{*}}{\chi }}\log z+C^{te}\right)\,,\quad z>z_{0}}
où  {\displaystyle z}  est l'altitude,  {\displaystyle V^{*}}  la vitesse pariétale de cisaillement (ici un simple paramètre),  {\displaystyle z_{0}}  l'épaisseur de sous-couche limite laminaire et  {\displaystyle \chi \approx 0.4} . Le signe  {\displaystyle \pm }  caractérise le sens du vent.
- les courant-jets entre 7 et 16 km d'altitude, d'une largeur de quelques centaines de kilomètres, pouvant atteindre 100 m s−1.
- les vents liés à la circulation atmosphérique, pouvant atteindre 300 m s−1 à 150 km d'altitude[4].

## Réfraction due à un gradient de température

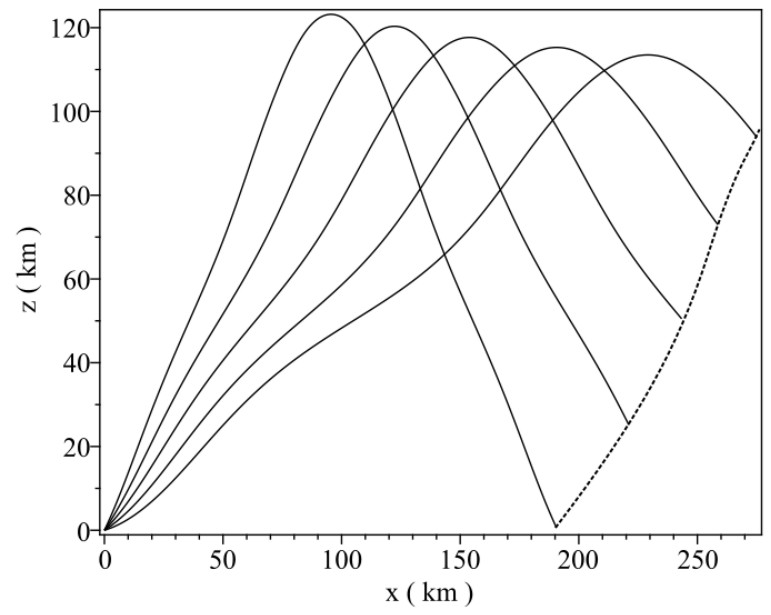
Propagation de rayons sonores dans l'atmosphère US66 (angle initial degrés) et front d'onde à

Considérons un rayon acoustique dans le plan  {\displaystyle (x,z)} ,  {\displaystyle z}  étant l'altitude, de pente initiale  {\displaystyle \theta _{0}} , donné par sa fonction eikonale à l'instant initial :
{\displaystyle s_{x}(t_{0})={\frac {\cos \theta (z_{0})}{c(z_{0})}}\,,\quad s_{z}(t_{0})={\frac {\sin \theta (z_{0})}{c(z_{0})}}}
Il respecte l'équation eikonale :
{\displaystyle |\mathbf {s} _{0}|^{2}=s_{x}^{2}+s_{z}^{2}=c(z_{0})^{-1}}
où {\displaystyle c}  est la vitesse du son dans un gaz parfait :
{\displaystyle c=\alpha T^{\frac {1}{2}}\,,\quad \alpha =\left(\gamma {\frac {R}{\overline {M}}}\right)^{\frac {1}{2}}}
{\displaystyle \gamma }  est l'indice adiabatique,  {\displaystyle R}  la constante universelle des gaz parfaits et  {\displaystyle {\overline {M}}}  la masse molaire moyenne de l'air, variable avec la composition, celle-ci variant avec l'altitude à partir de 90 km.
La trajectoire du rayon  {\displaystyle \mathbf {x} (t)}  est donnée par,, :
{\displaystyle {\frac {\mathrm {d} \mathbf {x} }{\mathrm {d} t}}=c^{2}\mathbf {s} }
{\displaystyle {\frac {\mathrm {d} \mathbf {s} }{\mathrm {d} t}}=-{\frac {\nabla c}{c}}}
Dans le plan horizontal la température est supposée constante donc  {\displaystyle {\frac {\cos \theta }{c}}=\alpha ^{-1}{\sqrt {T}}\cos \theta }  est constant et on peut écrire que pour toute altitude  {\displaystyle z(t)} 
{\displaystyle \cos \theta (z)={\sqrt {\frac {T(z)}{T(z_{0})}}}\cos \theta (z_{0})}
Cette équation exprime la loi de Snell-Descartes : le rayon est courbé vers la région de plus faible température et donc de vitesse plus faible, de la même façon qu'un rayon lumineux est courbé vers une région de plus grand indice de réfraction (et de vitesse de groupe plus faible).
La réversibilité de propagation est vérifiée.
La résolution du système donnant les trajectoires permet de montrer que leur rayon de courbure local est :
{\displaystyle R(z)={\frac {c}{{\frac {\mathrm {d} c}{\mathrm {d} z}}\cos \theta }}={\frac {2T}{{\frac {\mathrm {d} T}{\mathrm {d} z}}\cos \theta }}}
Le rayon de courbure est minimal pour un rayon horizontal ( {\displaystyle \theta =0} ).
Si on prend l'exemple d'un lancer de rayons à partir d'une source au sol (voir figure) on voit la forte réfraction sur la région de l'atmosphère où le gradient de température est positif et élevé, à une altitude supérieure à 100 km, au point de renvoyer le rayon vers le sol. On observe les changements de courbure à  {\displaystyle 19,50,86~km} , valeurs correspondantes aux inversions de température dans l'atmosphère US66.

## Réfraction due à un gradient de vent

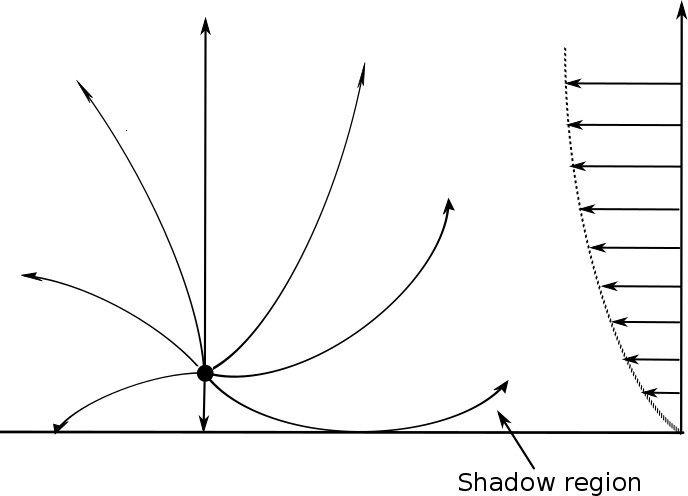
Réfraction par le vent des ondes sonores issues d'une source à faible altitude (schéma de principe).

Pour une gradient vertical du vent  {\displaystyle \mathbf {V} =(V_{x}(z),0)}  venant se superposer à l'effet du gradient de température les équations de propagation s'écrivent,, :
{\displaystyle {\begin{aligned}{\frac {\mathrm {d} \mathbf {x} }{\mathrm {d} t}}&={\frac {c^{2}\mathbf {s} }{\Omega }}+\mathbf {V} \\{\frac {\mathrm {d} \mathbf {s} }{\mathrm {d} t}}&=-{\frac {\Omega }{c}}\nabla c-\nabla (\mathbf {V} \cdot \mathbf {s} )+(\mathbf {V} \cdot \nabla )\mathbf {s} \end{aligned}}}
avec :
{\displaystyle \Omega =1-\mathbf {V} \cdot \mathbf {s} }
L'expression du rayon de courbure devient :
{\displaystyle R(z)={\frac {c}{{\frac {\mathrm {d} c}{\mathrm {d} z}}\cos \theta +{\frac {\mathrm {d} V_{x}}{\mathrm {d} z}}}}}
En l'absence de gradient vertical de température la relation de Prandtl donne dans le cas de la couche limite atmosphérique :
{\displaystyle R(z)=\pm {\frac {\chi }{V^{*}}}c_{0}z\,,\quad z>z_{0}}
Le signe indique une courbure vers le haut pour une propagation en sens inverse du vent et inversement.
La réversibilité de propagation implique la transformation  {\displaystyle V(z)\to -V(z)} .
La dissymétrie de propagation, visible sur le schéma, implique la formation de régions silencieuses au sol comme en altitude.
La superposition des effets de vent et de température peut conduire à une « réflexion » vers le sol sur la couche d'inversion vers 40-50 km.